# Loxoneura melliana
Loxoneura melliana är en tvåvingeart som beskrevs av Günther Enderlein 1924. Loxoneura melliana ingår i släktet Loxoneura och familjen bredmunsflugor. Inga underarter finns listade i Catalogue of Life.